# Tineke Verburg
Christine Maria (Tineke) Verburg (Utrecht, 25 februari 1956 – Amsterdam, 13 juni 2020) was een Nederlands televisiepresentatrice en tv-omroepster.

## Levensloop
Verburg werd geboren als jongste van zes kinderen. Na de middelbare school werkte zij enkele jaren in de reclame- en reiswereld. In 1979 werd Verburg tv-omroepster bij de TROS. Na enkele jaren begon ze ook met het presenteren van tv-programma's. Haar eerste programma's waren TROS Aktua (1984-1990), Tros Aktua Export (1986-1990, 1998) en TROS Aktua in Bedrijf (1990-1995, 1998-1999), waarin ondernemend Nederland onder de loep werd genomen. In 1994 speelde zij een gastrol in de Bassie en Adriaan-televisieserie De reis vol verrassingen.
Later presenteerde Verburg programma's als Tros Triviant, Aktua Medisch en Tien voor Taal. In 2001 vertrok ze bij de TROS. In 2004 begon ze bij RTL 5 met de presentatie van Nederland in bedrijf. Ook gaf zij presentatie- en mediatrainingen.
Vanaf september 2010 presenteerde zij samen met Peter de Bie op NPO Radio 1 het wekelijkse radioprogramma TROS in bedrijf, een variant op het eerdere tv-programma.
Na een periode van afwezigheid op de Nederlandse televisie werd in juni 2015 bekend dat ze in de zomer van dat jaar het tv-programma Supervrouwen (RTL) ging presenteren, waarin succesvolle, ondernemende vrouwen centraal stonden.
Op 13 juni 2020 overleed Verburg op 64-jarige leeftijd na een ziekbed van enkele maanden.

## Trivia
- Verburg was een van de deelnemers van AVRO's Sterrenslag.

- International Standard Name Identifier: 0000 0003 9697 0249
- Nederlandse Thesaurus van Auteursnamen: 074759779
- Virtual International Authority File: 292046079